# 天津医药集团
天津市医药集团有限公司，簡稱天津医药（集团）、津药集团或津药，是中华人民共和国天津市的一家医药集团，曾连续多年入选中国医药工业100强。该集团原为天津市国资委实际控制的国有企业，2020年公司完成混改后，该公司改为由上实集团牵头的津沪深生物医药科技有限公司控股。

## 历史
天津医药集团的前身为1979年11月23日成立的天津市医药管理局。1996年1月8日改组为天津市医药总公司，1997年3月24日改组为天津市医药集团有限公司。
2015年8月21日，天津医药集团党委书记、董事长张建津，副总经理、总会计师马贵中涉嫌严重违纪违法，接受组织调查。
2018年10月8日，按照天津市委、市政府、市国资委关于推进国有企业改革的总体部署，天津医药集团拟进行混合所有制改革。2020年6月16日，天津医药集团混改事项在天津产权交易中心信息预披露。9月29日，由上实集团牵头的津沪深生物医药科技有限公司取得天津医药集团67%股权，“津沪深”具象化代表京津冀、长三角、粤港澳大湾区三大城市群之间的跨区域协作。同年11月，天津医药集团股东津联投资整体并入天津泰达投资控股有限公司。12月19日，天津津联投资控股有限公司与上海实业集团有限公司举行天津医药集团混改签约仪式。

## 业务概况
天津医药集团旗下拥有津药达仁堂、津药药业两家控股主板上市公司，另有力生制药参股主板上市公司；拥有迈达科技、科炬生物两家新三板上市公司。集团拥有天津达仁堂、天津六中药、隆顺榕、乐仁堂、京万红、津药药业、金耀药业等十余家工业生产企业，拥有津药达仁堂医药公司、太平医药、津药器械和津一堂连锁等多家医药商业企业。集团现拥有产品批文1000余个，独家产品110余个；拥有皮质激素和氨基酸原料药生产基地，以及全国急抢药品生产基地。